# Полін Костянтин Минович
Костянтин Минович Полін (22 жовтня 1881, село Каскесручей Петрозаводського повіту Олонецької губернії, тепер Прионезького району Карелії, Російська Федерація — розстріляний 20 квітня 1938, урочище Сандармох, тепер  Карелія, Російська Федерація) — радянський діяч, народний комісар робітничо-селянської інспекції Карельської та Дагестанської АРСР. Член ЦВК СРСР 5-го скликання, член Карельського ЦВК. Член Центральної контрольної комісії ВКП(б) у 1927—1930 роках.

## Життєпис
Освіта початкова. Працював бухгалтером.
Під час Першої світової війни служив у російській імператорській армії.
Член РКП(б) з 1918 року.
У 1918 році — в Червоній армії, учасник громадянської війни в Росії.
До вересня 1918 року — заступник голови Порт-Петровської міської ради.
У 1918 році був заарештований за прорадянську діяльність, до квітня 1919 року перебував у в'язниці.
З травня 1919 року — на підпільній роботі в Баку.
У вересні 1919 — квітні 1920 року — член Дагестанського обласного комітету РКП(б), член Бакинського бюро Дагестанського обласного комітету РКП(б).
У 1923—1924 роках — народний комісар Дагестанської АРСР.
З 1924 року — голова Дагестанської обласної контрольної комісії РКП(б) — народний комісар робітничо-селянської інспекції Дагестанської АРСР.
У 1927 — січні 1934 року — голова Карельської обласної контрольної комісії ВКП(б) — народний комісар робітничо-селянської інспекції Карельської АРСР.
Одночасно в 1931 — січні 1934 року — заступник голови Ради народних комісарів Карельської АРСР.
У 1934—1935 роках — голова Карельської обласної ради професійних спілок.
У 1935—1937 роках — народний комісар юстиції Карельської АРСР, прокурор Карельської АРСР.
У 1937 році — секретар партійної колегії Комісії партійного контролю ЦК ВКП(б) по Карельській АРСР.
До березня 1938 року — в Шелтозерській сільській раді Карельської АРСР.
24 березня 1938 року заарештований органами НКВС. 14 квітня 1938 року засуджений трійкою при НКВС Карельської АРСР до страти, розстріляний в урочищі Сандармох біля Петрозаводська 20 квітня 1938 року.
3 листопада 1956 року посмертно реабілітований постановою Військового трибуналу Північного військового округу .